# S/S Örn
S/S Örn var ett svenskt ångpassagerarfartyg, som levererades 1863 av Motala Werkstads Bolag till Ångbåtsbolaget Wettern i Vadstena. Hon sattes i trafik på traden Jönköping-Gränna-Visingsö-Hästholmen-Hjo-Askersund.
Hon uthyrdes 1866 för trafik på traden Göteborg-Uddevalla och var 1867 åter i trafik på Vättern. År 1895 köptes hon av AB Motala Expressångare i Motala för att trafikera traden Motala-Karlsborg, men fick först trafikera Motala-Jönköping, tills bolagets nya fartyg S/S Motala Express levererades efter viss försening.
S/S Örn upprustades 1897 vid Motala Verkstad och fick bland annat en ny ångmskin.
Hon såldes 1901 till Naphta-produktionsbolaget Bröderna Nobel i Sankt Petersburg i Ryssland och omdöptes till Est, varefter hon sattes i trafik på Kaspiska havet.